# 陳鋼
陳 鋼（ちん ごう、英語: CHEN Gang, 1935年3月10日 - ）は、中国の作曲家、ピアニスト。

## 略歴
上海市出身の回族。父は流行歌の作曲家陳歌辛。幼いころから父にピアノと作曲を学ぶ。1955年に上海音楽学院に入学し、丁善徳に作曲を、桑侗に和声を師事した。在学中の1959年に何占豪とともに作曲したヴァイオリン協奏曲『梁山伯と祝英台』で一躍有名になった。

## 参考資料
- 上海地方志[リンク切れ]